# Baron Greenwich
Baron Greenwich var en brittisk adelstitel med barons värdighet. Den har instiftats två gånger, och kopplas till den engelska stadsdelen Greenwich i London.

## Första inrättandet
Baron Greenwich inrättades första gången den 28 augusti 1767. Lady Caroline Townshend upphöjdes då suo jure av kung Georg III till baronessa Greenwich, en hyllning till hennes far, hertigen av Greenwich. Värdigheten utgick vid hennes död 1794.

## Andra inrättandet
Baron Greenwich instiftades en andra gång av kung Georg VI till hans blivande svärson, löjtnant Philip Mountbatten, i samband med Mountbattens vigsel med prinsessan Elizabeth den 20 november 1947. Baron Greenwich var då sekundärtitel till de två överordnade pärsvärdigheterna hertig av Edinburgh och earl av Merioneth, som Mountbatten tilldelades samtidigt.
Vid prins Philips frånfälle 2021 ärvdes värdigheten av hans äldste son Charles, prins av Wales, för att sedan sammansmälta med kronan året därpå vid dennes trontillträde som Charles III.

## Baronessa Greenwich (instiftad 1767)
| Namn                                        | Vapen | Period                            | Gemål             |
| ------------------------------------------- | ----- | --------------------------------- | ----------------- |
| Caroline Townshend, 1:a baronessa Greenwich |       | 28 augusti 1767 – 11 januari 1794 | Charles Townshend |

## Baroner Greenwich (instiftad 1947)
| Namn                               | Porträtt | Period                          | Gemål                                      |
| ---------------------------------- | -------- | ------------------------------- | ------------------------------------------ |
| Prins Philip, 1:e baron Greenwich  |          | 20 november 1947 – 9 april 2021 | Prinsessan Elizabeth, baronessa Greenwich  |
| Prins Charles, 2:e baron Greenwich |          | 9 april 2021 – 8 september 2022 | Camilla Parker Bowles, baronessa Greenwich |